# محمدتقی بطحایی
سید محمدتقی بطحایی گلپایگانی (متولد ۱۳۲۹، قم) رئیس سابق دانشگاه صنعتی خواجه نصیرالدین طوسی از سال ۱۳۶۱ تا ۱۳۶۴ و همچنین از سال ۱۳۸۶ تا ۱۳۸۹ بود. او دارای مدرک کارشناسی ارشد رشته برق در گرایش قدرت از دانشگاه جرج واشینگتن آمریکا است. وی در هنگام وقوع انقلاب اسلامی به همراه عده دیگری از دانشجویان دانشگاه جرج واشینگتن سفارت ایران در واشینگتن را به دست گرفتند. دکتر بطحایی مدت کوتاهی پس از انقلاب به ایران بازگشت و سپس مدرک دکتری خود را از دانشگاه پلی تکنیک تهران اخذ نمود. وی از مخالفان خروج دانشگاه صنعتی خواجه نصیرالدین طوسی به بیرون از تهران بود.

## گزینه وزارت علوم
صدها استاد و نخبه دانشگاهی با ارسال نامه‌ای به رئیس جمهور، محمدتقی بطحایی، حسن ظهور و علی اکبر صالحی را به عنوان گزینه‌های پیشنهادی خود برای وزارت علوم معرفی کردند.